# Open de Pusan
L'Open de Pusan est une compétition mondiale de karaté ayant lieu chaque année à Pusan, en Corée du Sud. Il constitue depuis 2012 la cinquième étape de la Karate1 Premier League établie en 2011.